# Traunsteinera globosa
Traunsteinera globosa är en orkidéart som först beskrevs av Carl von Linné, och fick sitt nu gällande namn av Heinrich Gottlieb Ludwig Reichenbach. Traunsteinera globosa ingår i släktet Traunsteinera och familjen orkidéer. Inga underarter finns listade i Catalogue of Life.

## Bildgalleri

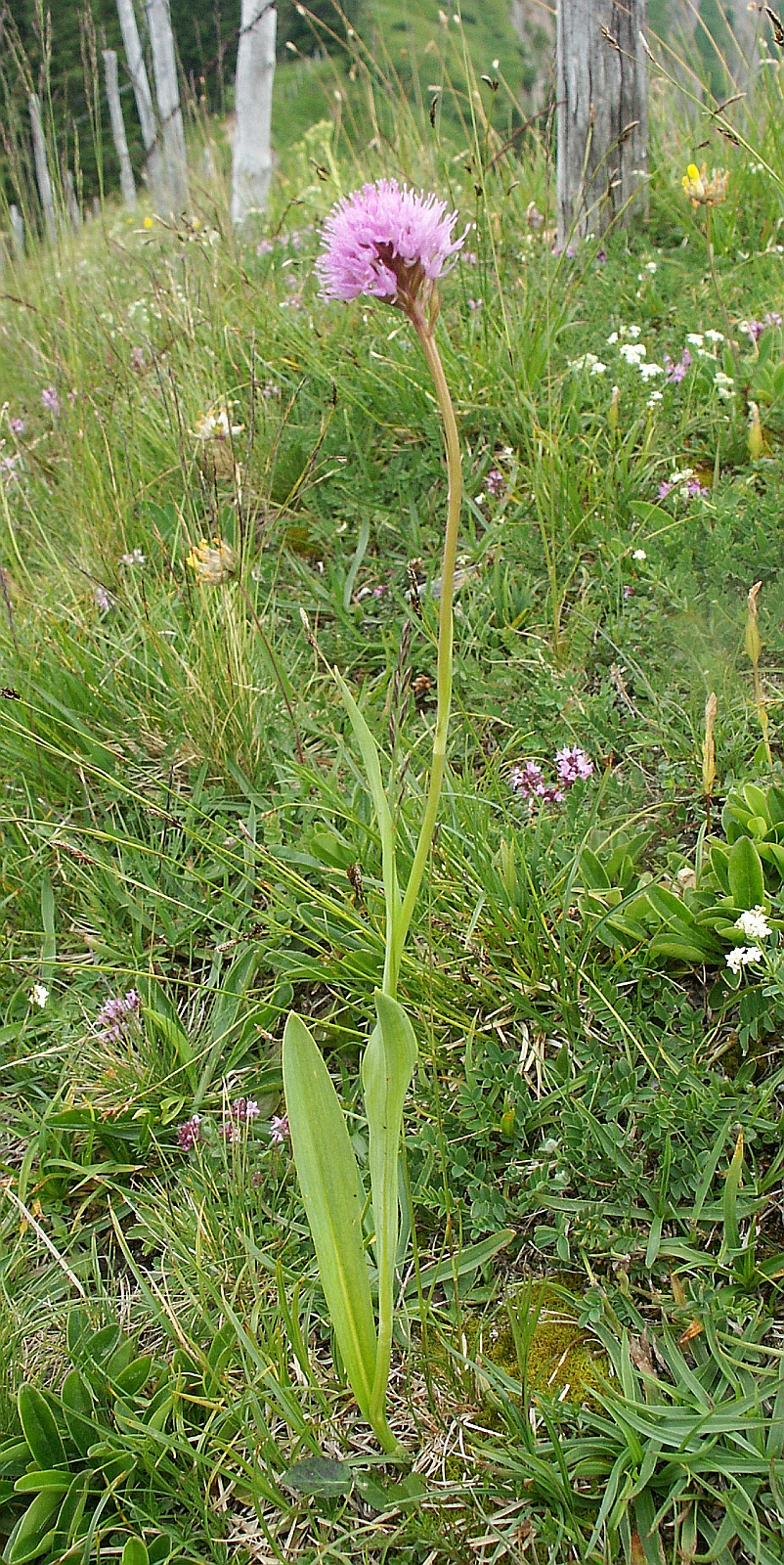
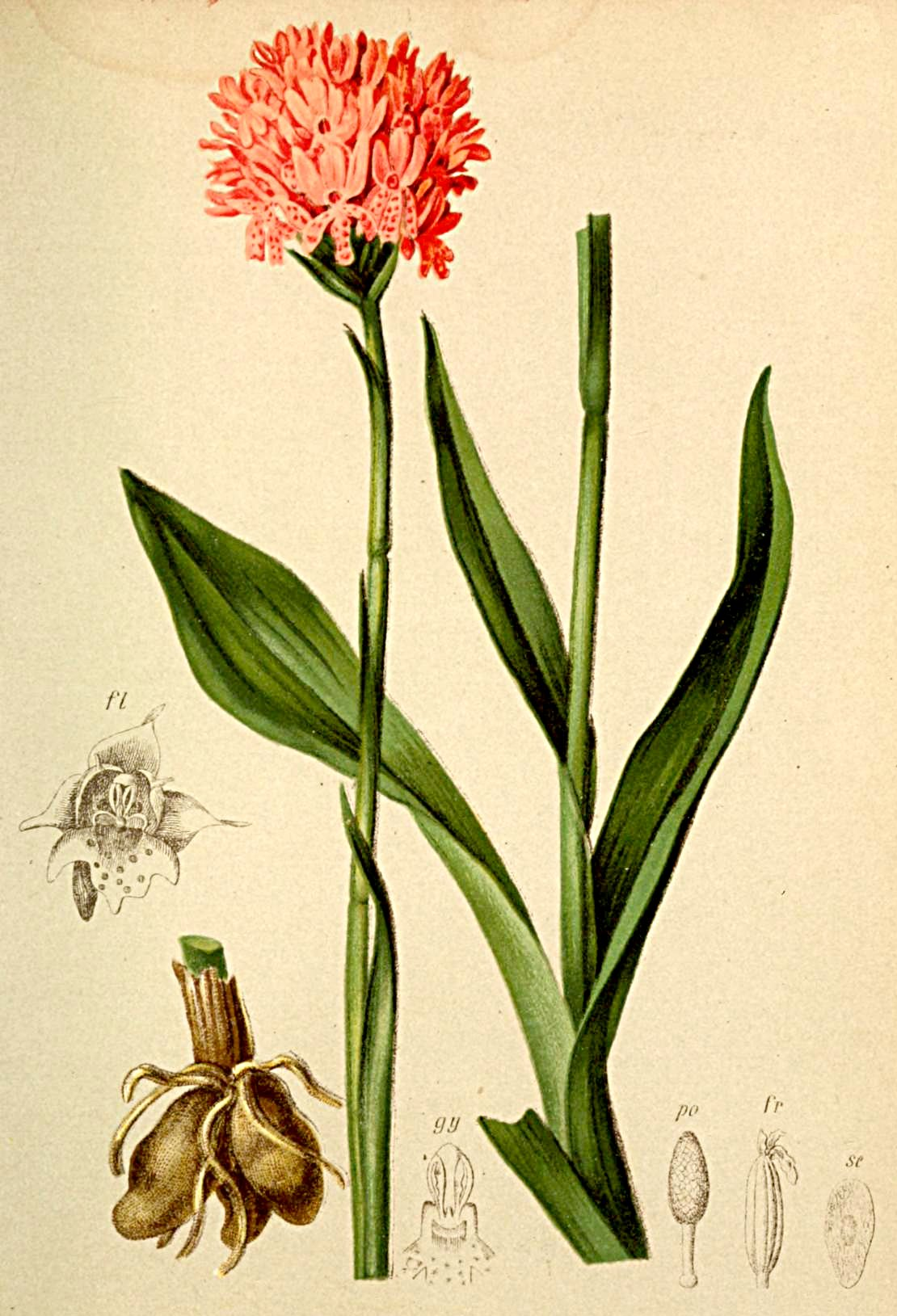
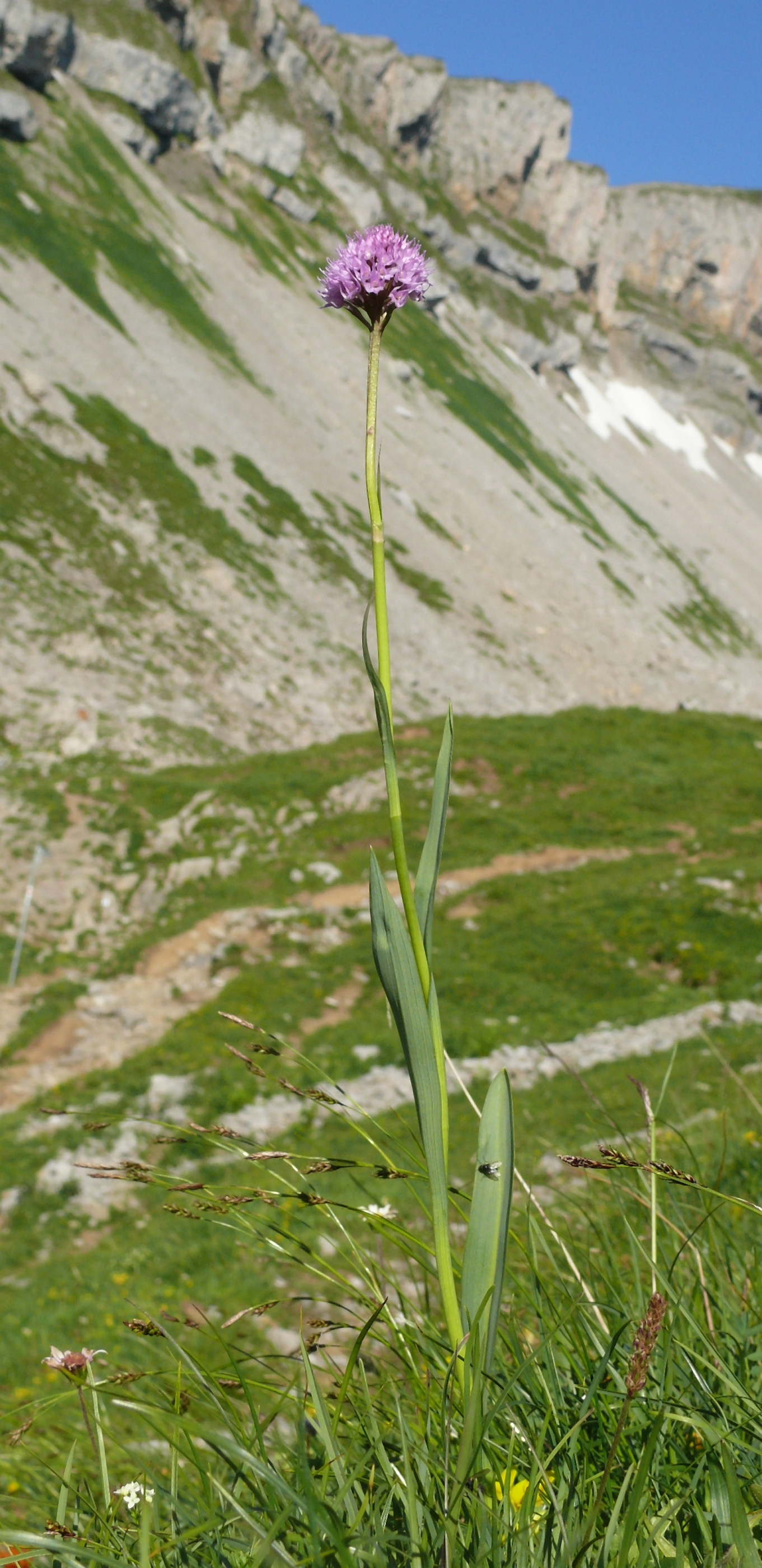
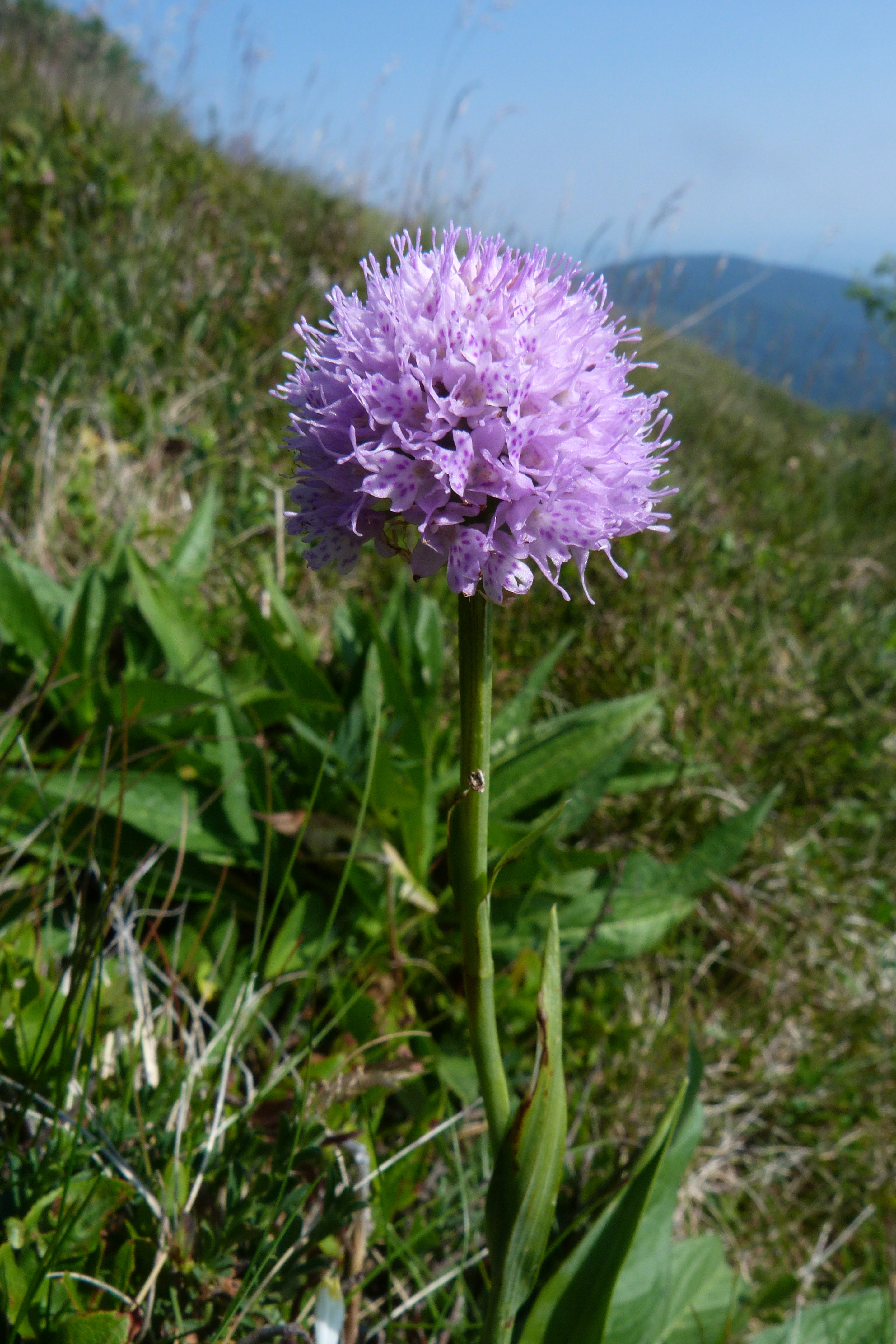
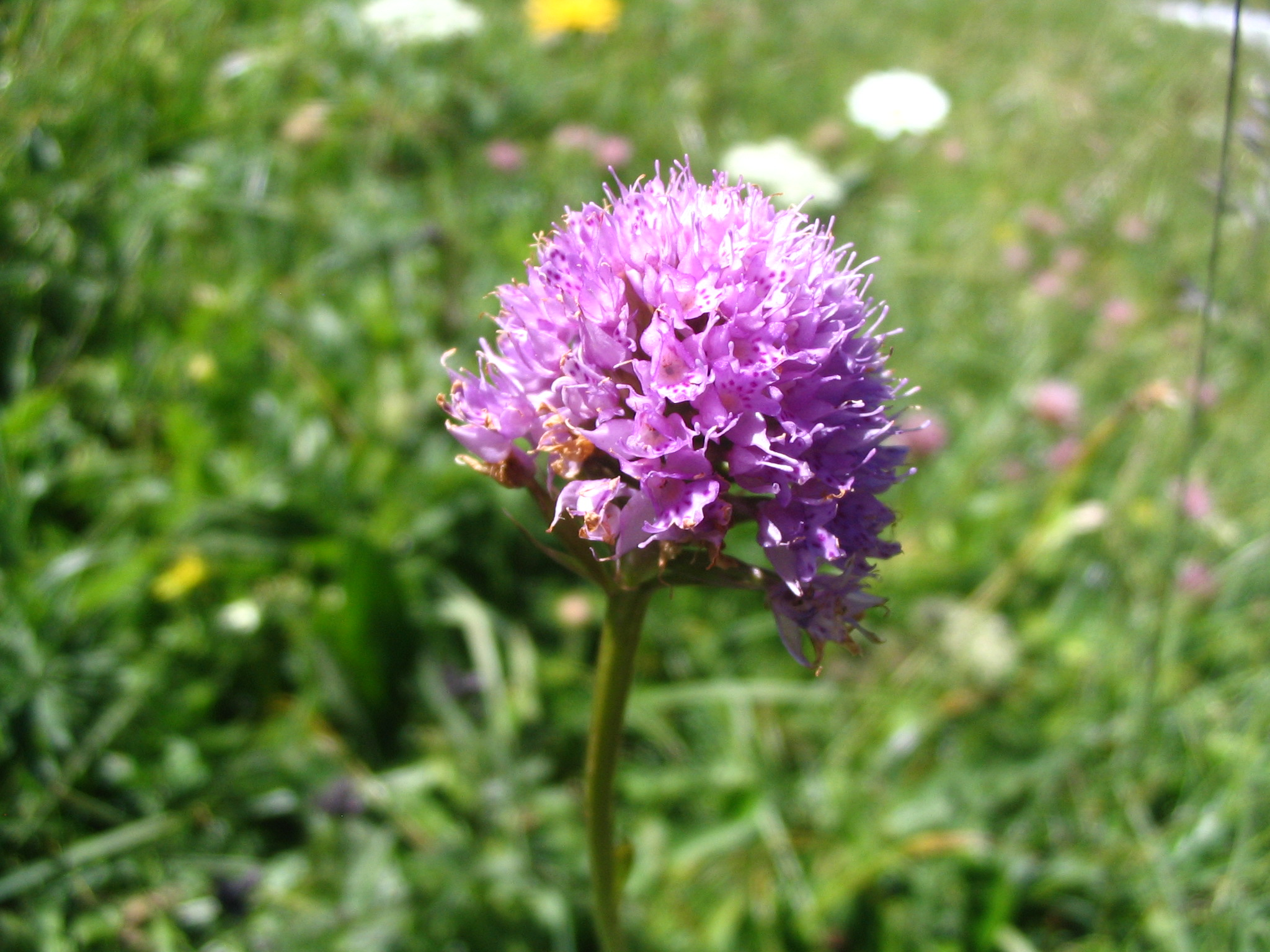
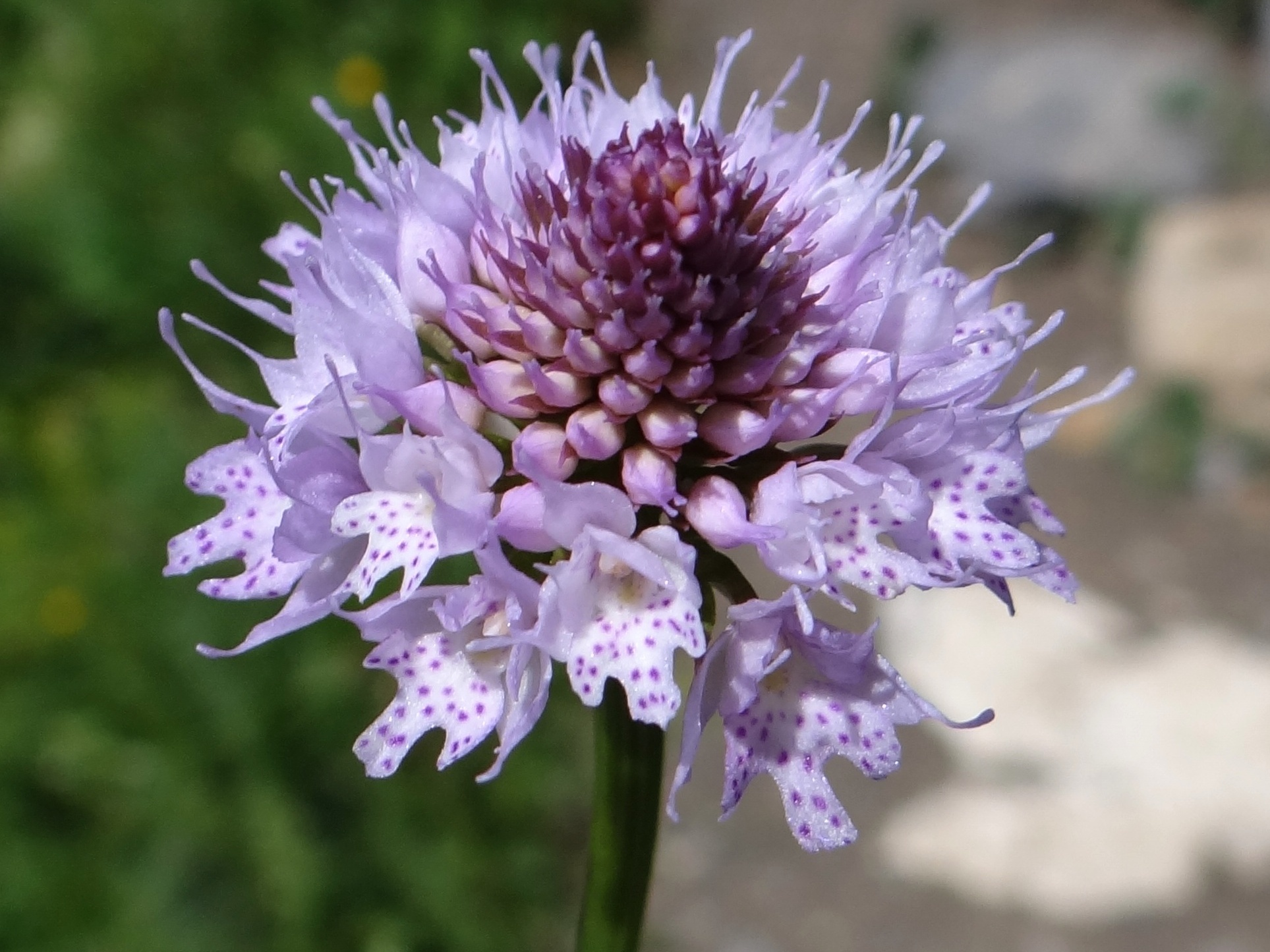